# Торбан Володимир Олександрович
Торбан Володимир Олександрович (10 грудня 1932 — 19 серпня 2011) — радянський баскетболіст.
Срібний призер Олімпійських ігор 1956 року.
Чемпіон Європи 1957, 1959 років, бронзовий призер 1955 року.